# Korppisaari (ö i Norra Savolax, Kuopio, lat 62,84, long 27,02)
Korppisaari är en ö i Finland. Den ligger i sjön Iisvesi, Virmasvesi och Rasvanki och i kommunen Kuopio i den ekonomiska regionen  Kuopio ekonomiska region  och landskapet Norra Savolax, i den centrala delen av landet, 300 km norr om huvudstaden Helsingfors. Öns area är 3,5 hektar och dess största längd är 330 meter i sydöst-nordvästlig riktning.